# Luxiaria distorta
Luxiaria distorta är en fjärilsart som beskrevs av Swinhoe 1909. Luxiaria distorta ingår i släktet Luxiaria och familjen mätare. Inga underarter finns listade i Catalogue of Life.